# Cerrito de Esteban
Cerrito de Esteban är en ort i Mexiko.   Den ligger i kommunen Dolores Hidalgo och delstaten Guanajuato, i den centrala delen av landet, 270 km nordväst om huvudstaden Mexico City. Cerrito de Esteban ligger 1 993 meter över havet och antalet invånare är 181.
Terrängen runt Cerrito de Esteban är en högslätt. Runt Cerrito de Esteban är det ganska tätbefolkat, med 93 invånare per kvadratkilometer. Närmaste större samhälle är Dolores Hidalgo, 11,3 km sydväst om Cerrito de Esteban. Trakten runt Cerrito de Esteban består till största delen av jordbruksmark.